# 쉘 에너지 스타디움
쉘 에너지 스타디움(Shell Energy Stadium)은 미국의 축구전용경기장이다. 텍사스주 휴스턴에 위치하고 있으며 MLS 휴스턴 다이너모와 NWSL 휴스턴 대시의 홈경기장이다.